# Marco Geisler
Marco Geisler (* 18. Januar 1974 in Cottbus) ist ein ehemaliger deutscher Ruderer.
Seit 1990 übt der Beamte der Bundespolizei den Rudersport aus. Im Doppelvierer wurde er insgesamt viermal Weltmeister (1999, 2001–2003) sowie dreimal Vizeweltmeister (1995, 1997, 1998).
Nachdem er 1996 in Atlanta noch Ersatzmann gewesen war, gewann er bei den Olympischen Sommerspielen 2000 in Sydney die Bronzemedaille. Für diesen Erfolg erhielt er von Bundespräsident Johannes Rau das Silberne Lorbeerblatt.
2004 in Athen kam sein Boot in den Finallauf, am Ende mussten sich Geisler und seine Kameraden jedoch mit dem fünften Platz zufriedengeben.